# Рефлекторний приціл

Вид крізь рефлекторний приціл Mark III Gun Reflector Sight, вперше виготовлений у 1943 році. Цятка залишається на цілі попри переміщення голови стрільця з боку в бік.

Рефлекторний або коліматорний приціл — оптичний прилад із напівдзеркальним склом, що дозволяє користувачеві бачити прицільну цятку або будь-яке інше прицільне зображення, накладене на поле зору.

## Опис
Принцип роботи побудований на простій властивості геометричної оптики: джерело світла, що розташовується у фокусі лінзи або опуклого дзеркала (наприклад, прицільна сітка, що світиться), для спостерігача матиме такий вигляд, наче воно розташовується на нескінченності. Для створення в полі зору зображення прицілу на нескінченності використовують «рефлектор» — або нахилену скляну пластину та лінзу, або опукле прозоре дзеркало. Оскільки прицільна сітка розташовується на нескінченності, вона залишається у незмінному місці відносно пристрою, до якого прикріплений приціл, незалежно від положення користувача. Це дозволяє істотно позбутись паралаксу та деяких інших похибок, притаманних простішим прицільним пристосуванням.
Після винаходу в 1900 році рефлекторні приціли стали використовувати як прицільні пристосування для різноманітних типів зброї. У Першій світовій війні їх інколи встановлювали на винищувачі, у Другій світовій війні вони вже знайшли широке застосування. Ними досі користуються для створення індикаторів на лобовому склі. Потім їх стали встановлювати на інші, зазвичай великі, зразки зброї, такі як зенітні кулемети, гармати тощо. Після Другої світової війни рефлекторні приціли в обмежених кількостях встановлювали на стрілецьку зброю, але насправді широке застосування знайшли у 1970-х після винаходу прицілу з «червоною цяткою», де джерелом світла служить червоний світлодіод, що істотно підвищило надійність і витривалість пристрою.
Рефлекторні приціли знаходять застосування й у цивільних приладах, наприклад, для наведення астрономічних телескопів або у видошукачах фотоапаратів і відеокамер.

## Історія

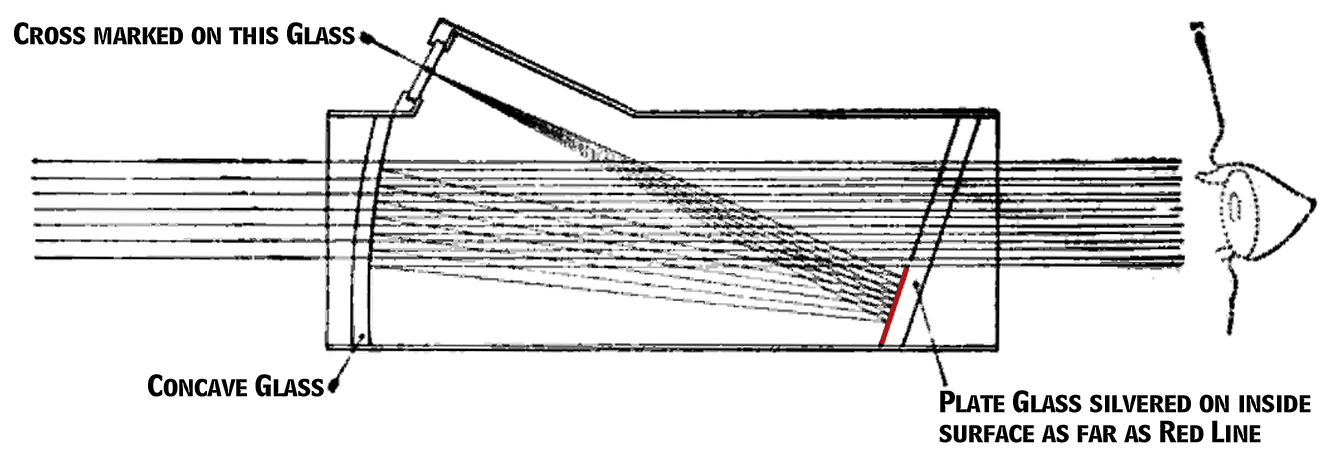
Діаграма рефлекторного прицілу Говарда Граба 1901 року зі зменшеними розмірами для встановлення на зброю менших калібрів. Розсіяне світло цятки падає згори і спочатку відбивається від проміжного дзеркала, а потім від опуклого дзеркала коліматора.

Ідея рефлекторного прицілу була запатентована ірландським винахідником Говардом Грабом у 1900 і отримала посвідчення про винахід № 12108. Граб назвав свій винахід «прицілом для дрібно- та великокаліберної зброї», він мав підвищити точність прицілювання в порівнянні з відкритим прицілом, не маючи при цьому недоліків оптичного прицілу: обмежене поле зору, похибки, спричинені паралаксом, ймовірність удару окуляром. У статті в «Наукових працях Королівського товариства Дубліна» 1901 року він описав свій винахід так:
|  | Можна уявити таку конструкцію, де прямий промінь світла, як у пошукового ліхтаря, світитиме від гвинтівки вздовж її осі на ціль, та налаштований так, аби постріли влучали саме туди, куди падають його промені. Така конструкція, проте, з очевидних причин непрактична. Розглянутий приціл досягає схожого результату не випроміненням променя на ціль, а проєкцією віртуального зображення цього променя. Оригінальний текст (англ.) It would be possible to conceive an arrangement by which a fine beam of light like that from a search light would be projected from a gun in the direction of its axis and so adjusted as to correspond with the line of fire so that wherever the beam of light impinged upon an object the shot would hit. This arrangement would be of course equally impracticable for obvious reasons but it is instanced to show that a beam of light has the necessary qualifications for our purposes. Now the sight which forms the subject of this Paper attains a similar result not by projecting an actual spot of light or an image on the object but by projecting what is called in optical language a virtual image upon it. |

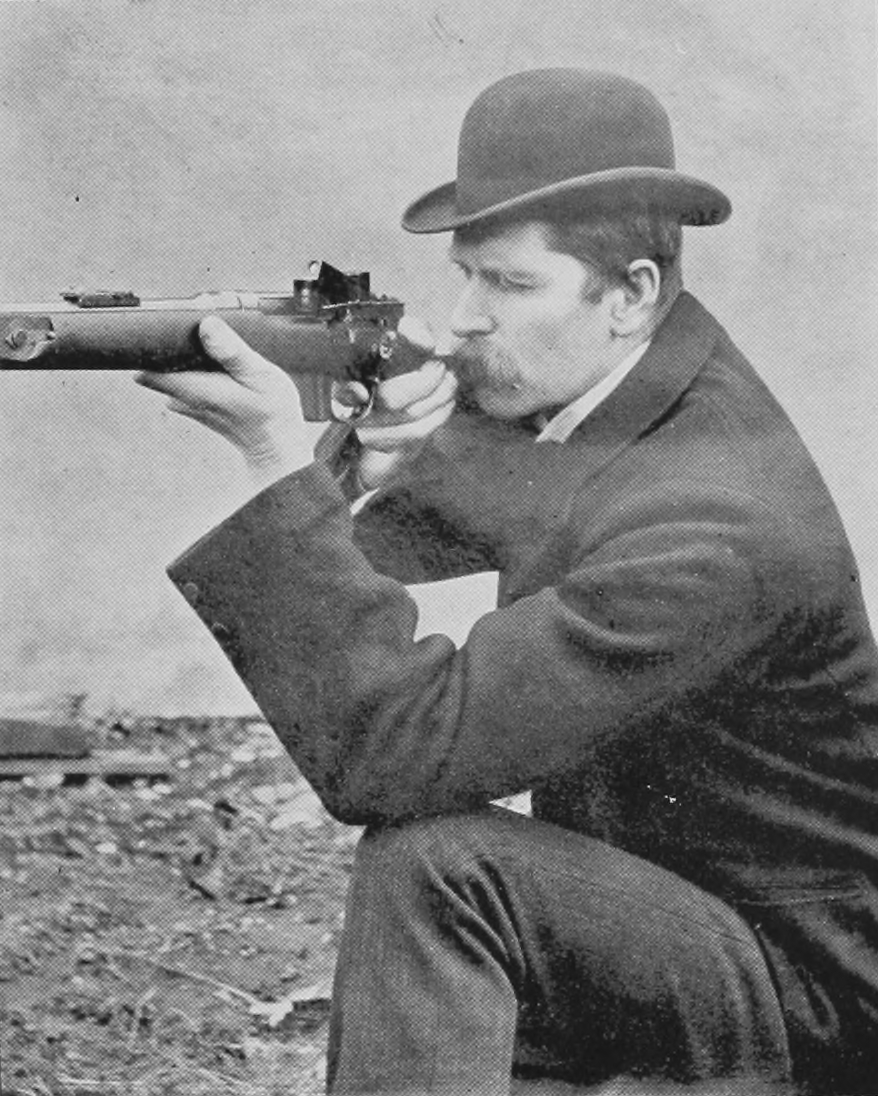
Прототип рефлекторного прицілу Граба прикріплений до гвинтівки

Невдовзі після появи винаходу стало зрозумілим, що окрім використання замість відкритого прицілу, він може бути застосований і в геодезичному та вимірювальному обладнанні. Рефлекторні приціли вперше були використані на німецьких винищувачах у 1918 році, а вже в 1930-ті їх можна було знайти як на винищувачах, так і бомбардувальниках виробництва різних країн. Під час Другої світової війни рефлекторні приціли вже встановлювали не лише на літаках, а й на зенітних гарматах, батареях берегової оборони, протитанкових гарматах та інших видах зброї, де існувала потреба швидкого прицілювання, яке забезпечує цей приціл. Внаслідок їх розвитку в 1930-х і у Другій світовій війні такий приціл також називають «рефлексний приціл».